# Lance Priebe
Lance Priebe (También conocido como Rsnail) es el creador y cofundador del juego Club Penguin junto a Lane Merrifield, él también es fundador de los RocketSnail Games, que consistió en juegos que él creó con la ayuda del equipo RocketSnail Games.
Aunque anteriormente habían rechazado ofertas de compra en el año 2007 Walt Disney Company compró Club Penguin por la suma de 350 millones de dólares.
Lance abandonó Club Penguin en octubre de 2010 para dedicarse a su nuevo proyecto, Mech Mice.
Actualmente se encuentra trabajando en Box Critters, un videojuego multijugador masivo en línea.

## Creaciones
Creó Experimental Penguins en el año 2000, en 2001 cerro debido a los costos del servidor.
En el 2000 creó Ballistic Biscuit, este juego fue creado originalmente para promoThe Greenbay Bible Camp en Kelowna, este juego tiene 2 versiones, Hydro Hopper en Club Penguin y Larry`s Wild Ride en Veggietales.
En 2002 lanzó Mancala Snails.
En 2003 lanzó World Crunch, un juego sobre completar crucigramas.
En el año 2003 lanzó Penguin Chat, esta era una versión mejorada de Experimental Penguins, incluía características nuevas como emoticones, profundidad (se puede caminar detrás de un objeto) y la posibilidad de lanzar bolas de nieve.
Entre el año 2004 y 2005 crearon Penguin Chat 3, como prueba de Club Penguin. Antes de lanzar Club Penguin, les surgió las dudas de como llamarlo, algunas ideas fueron Penguin Land o Penguin World, pero al final quedó Club Penguin.
En 2013 lanzó Mech Mice.
En 2017 lanzó Epic Snails, un battle royale dónde manejas a un caracol.
Desde 2019 se encuentra trabajando en Box Critters.